# Grusonia kunzei
Grusonia kunzei är en kaktusväxtart som först beskrevs av Joseph Nelson Rose, och fick sitt nu gällande namn av Donald John Pinkava. Grusonia kunzei ingår i släktet Grusonia och familjen kaktusväxter. Inga underarter finns listade i Catalogue of Life.